# María Esperanza Morales Mérida
María Esperanza Morales Mérida (Túxpan, 29 de noviembre de 1913-2 de enero de 1990) fue una profesora mexicana, fundadora de la primera escuela mixta el 22 de enero de 1929, en el campo petrolero de Palma Sola, localidad perteneciente al municipio de Coatzintla en el estado mexicano de Veracruz en las cercanías de la actual ciudad de Poza Rica.

## Contribuciones
Se recuerda su figura como la primera maestra en impartir educación básica a los hijos e hijas de los trabajadores petroleros de dicha localidad, que tuvo sus orígenes en la primera mitad del siglo XX, a partir del auge de la industria petrolera de México en la región norte del estado mexicano de Veracruz. La escuela fue nombrada María Enriqueta Camarillo poeta a la cual Morales admiraba.
Fue cofundadora también de la primera secundaria en Poza Rica, así como un jardín de niños, una escuela normal, una escuela nocturna para trabajadores, una escuela de corte y confección; y la liga de baloncesto.

## Reconocimientos
- En 2023 se integró su nombre en el altar de muertos de personajes distinguidos de Poza Rica.
- Existen una escuela primaria y un jardín de niños, en Tuxpan, con su nombre.
- En Poza Rica una calle lleva su nombre.[6][7]